# Beihoden
Der Beihoden (Paradidymis, Plural Paradidymides,  von altgriechisch παρά- pará-, deutsch ‚neben‘, und altgriech. δίδυμος dídymos, deutsch ‚doppelt, Zwilling‘, als Ausdruck für Hoden) – auch Giraldès- oder Waldeyer-Organ genannt – ist ein kleines (ein- oder beidseitiges) Knötchen im Bindegewebe des Samenstrangs zwischen dem Nebenhodenkopf und dem Samenleiter. Es handelt sich um einen funktionslosen Überrest der Urniere, der noch kurze knäuelförmig gewundene, blind endigende Kanälchen (Drüsenschläuche) enthält. Sie sind Reste jener Urnierenkanälchen, die bei der Hodenentstehung nicht an das Hodennetz (Rete testis) Anschluss finden. Der Paradidymis entspricht dem weiblichen Beieierstock (Paroophoron). Bei beiden Geschlechtern spricht man vom Urnierenrudiment.
Die englischen Bezeichnungen lauten paradidymis und alternativ parepididymis (wörtlich: Neben-Nebenhoden oder Beinebenhoden).